# Стоянка длительного хранения
«Стоянка длительного хранения» (англ. «Long Term Parking») — шестьдесят четвёртый эпизод телесериала канала HBO «Клан Сопрано» и двенадцатый в пятом сезоне шоу. Сценарий был написан Теренсом Уинтером, режиссёром стал Тим Ван Паттен, а премьера состоялась 23 мая 2004 года.

## В ролях
- Джеймс Гандольфини — Тони Сопрано
- Лоррейн Бракко — д-р Дженнифер Мелфи *
- Эди Фалко — Кармела Сопрано
- Майкл Империоли — Кристофер Молтисанти
- Доминик Кьянезе — Коррадо Сопрано-мл. *
- Стивен Ван Зандт — Сильвио Данте
- Тони Сирико — Поли Галтьери *
- Роберт Айлер — Энтони Сопрано-мл.
- Джейми-Линн ДиСкала — Медоу Сопрано *
- Дреа де Маттео — Адриана Ля Сёрва
- Аида Туртурро — Дженис Сопрано Баккалиери *
- Винсент Куратола — Джонни Сэк
- Джон Вентимилья — Арти Букко
- и Стив Бушеми — Тони Бландетто

### Приглашённые звёзды
- Фрэнки Валли — Расти Миллио
- Рэй Абруццо — Кармайн Лупертацци-мл.
- Карен Янг — агент Робин Сансеверино
- Фрэнк Винсент — Фил Леотардо
- Мэтт Сервитто — агент Дуайт Харрис
- Лесли Бега — Валентина Ла Пас
- Джозеф Р. Ганнасколи — Вито Спатафоре
- Фрэнк Пеллегрино — шеф Бюро Фрэнк Кубитосо
- Крис Калдовино — Билли Леотардо
- Эмад Тарабей — Матуш
- Хому Дурудян — Камал
- Артур Наскарелла — Карло Джерваси
- Джордж Лорос — Рэймонд Курто
- Фрэнк Албаниз — дядя Пэт Бландетто
- Сантос — Гилберт Нивес
- Патти Маккормак — Лиз Ля Сёрва
- Винни Велла-ст. — Джимми Петрилле
- Фелисити ЛяФорчун — д-р Сара Клум
- Дэнни Петрилло — подросток Тони Сопрано
- Кайл Хед — подросток Тони Бландетто
- Адам Ситц — Уолтер
- Марк Деймон Джонсон — лидер корабля
- Джелани Джеффрис — морской скаут#1
- Эсли Тейт — морской скаут#2
- Тони Сирагуса — Фрэнки Кортесе

## Сюжет
Адриана Ля Сёрва навещает врача со своей матерью Лиз и узнаёт, что её желудочно-кишечные проблемы ещё более обострились, когда ей диагностировали язвенный колит. Когда врач прописывает ей глюкокортикоиды, её мать протестует, когда она говорит, что их побочные эффекты (такие как отёк лица) поставят под угрозу предстоящую свадьбу её дочери.
После убийства Билли Леотардо от рук Тони Бландетто, семье Сопрано приходится сидя отсчитываться перед Джонни Сэком и семьёй Лупертацци. Тони выражает соболезнования Филу Леотардо и уверяет его, что его кузен действовал в одиночку, без его разрешения, и что он не знает о его местонахождении, так как он в бегах. Нью-Йоркский контингент недоволен. Фил неспособен контролировать себя. Он оскорбляет Тони, угрожая убить кого-то из собственной семьи Тони, и он должен уйти из за стола. Джонни Сэк также угрожает, предлагая заменить Бландетто на кого-то из кузенов Тони, из-за чего Кристофер принимает это как оскорбление и протестует. Прежде чем встреча заканчивается, Сэк предупреждает, чтобы Тони доставил Бландетто «на вертеле».
Убийства Анджело Гарепе и Билли Леотардо отпугивают Маленького Кармайна от мести убийства. Он не сдерживается и объявляет своим сообщникам о своём выходе из конфронтации с Джонни Сэком, из-за чего они откровенно разочарованы.
Кристофер начал открыто употреблять алкоголь всё чаще, и Тони наказывает его за головотяпство операции по поставке контрабандных сигарет, которую он курирует. Вернувшись домой, на глазах у Адрианы, он перерастает в пылкую тираду о несправедливом отношении Тони к нему. Он расстроен из-за постоянного унижения от его босса, и что его ставят в смертельную опасность из-за, он заявляет, лицемерной защиты Тони его кузена, Тони Б. Адриана слезится.
Некоторые школьники в образовательной походе вдоль побережья Джерси обнаруживают мёртвое тело, вынесенное на берег из океана.
Во время их слежки ночного клуба Адрианы, ФБР замечает, что она ведёт себя странно. Они наблюдают, как она несёт мусорный пакет из клуба, который она выбрасывает в мусорку, но потом вытаскивает его и помещает его в багажник её автомобиля несколько секунд спустя. Они также узнают, что Crazy Horse был обследован местными детективами, и они решают привести Адриану на допрос.
Тони приближается к Кармеле с намерением вернуться обратно. Они ужинают в Nuovo Vesuvio, где он обещает, что его «проступки» не повлияют на Кармелу, но она кажется неохотной и нерешительной, и просит большего. Она хочет, чтобы Тони дал ей $600 000, чтобы начать строительство «специального дома» на объекте недвижимости, который она считает будет хорошей инвестицией. Тони соглашается, и он говорит, что он вернётся домой. Он затем навещает свою подружку Валентину и рвёт с ней. Будучи ещё в больнице от ожоговой травмы, которую она получила во время готовки для Тони, она закутала свою голову в шарф, чтобы скрыть свои волосы и шрамы. После того, как Тони рвёт с ней, она угрожает убить себя. Тони также начинает получать телефонные звонки, в которых абонент молчит, и он подозревает, что они от его кузена, Тони Б.
Когда Тони возвращается домой со своим багажом, его встречает Энтони-мл. Тони дарит Кармеле подарок — шарф Hermès. За ужином, все трое пьют шампанское, чтобы отпраздновать воссоединение, и Тони предлагает тост за людей, которых он любит. После ужина, когда они наедине в комнате, Кармела предлагает погладить рубашки Тони, говоря, что она «скучала», делая дела для своего мужа. Они заканчивают день занятием секса.
Тони получает телефонный звонок от Тони Б. и они наконец-то говорят. Тони Б. извиняется за то, что поставил Тони в затруднительное положение с Нью-Йоркской семьёй. Тони соглашается присматривать за двумя сыновьями Бландетто и рассказывает ему правду о той ночи, когда Бландетто арестовали годы назад — Тони С. ранее утверждал, что его ограбили двое неопознанных чёрных мужчин, но на самом деле он потерял сознание из-за приступа паники после ссоры со своей матерью. Тони Б. кажется равнодушным к откровению, но, похоже, он встревожен, когда он спрашивает своего кузена, сделал ли Тони С. всё для него только из-за его вины из-за случая с обмороком. После звонка, Тони узнаёт о местонахождении своего кузена через индикатор в его телефоне. Тони Б. звонил ему из фирмы неподалёку от фермы их дяди Пэта рядом с Киндерхуком, Нью-Йорком. Позже виден Тони, сидящий на раскладном стуле, выпивающий и вспоминающий времена взросления со своим кузеном.
ФБР противостоит Адриане с подозрением в убийстве Гилберта Нивеса (человека, найденного на побережье Джерси) в её клубе. Адриана рушится и признаётся, что она знала об убийстве. Затем она рассказывает о том, как наркодилер Матуш (ранее сообщник Джеки Априла-мл.) и его партнёр использовали её офис, чтобы распечатать какие-то документы, когда на них напал недовольный клиент (Нивес), который направил на них нож и потребовал деньги назад за покупку кокаина, который, как он утверждает, оказался лишь детской присыпкой. Наркодилеры одолели его и повалили его на пол, а Матуш забил его ножом Нивеса насмерть. Адриана, которая ранее приняла экстези, наткнулась на шокирующую сцену, но Матуш заверил её, что никто не узнает об убийстве. Она затем помогла Матушу и его другу, который убрал тело, избавиться от улик, выбросив пропитанные кровью тряпки, чтобы очистить место.
ФБР грозит Адриане 25-летним тюремным заключением за препятствование расследованию убийства, но она требует адвоката. Используя тактику затягивания присваивания общественного защитника для неё, ФБР удерживает её в течение восьми часов, прежде чем агент Сансеверино смогла наконец убедить Адриану сотрудничать с ними. Хотя она отказывается «носить провод», Адриана просит их разрешить ей поговорить с Кристофером, чтобы он стал информатором и дать ФБР поместить их под программу защиты свидетелей. Шеф Кубитосо разрешает агенту Сансеверино заняться этим, но комментирует, что Бюро не сможет обеспечить Адриане какую-либо защиту, когда она попытается приблизиться к Кристоферу, так как она будет без каких-либо скрытых подслушивающих устройств.

Сильвио казнит Адриану

Адриана приходит домой и в слезах говорит Кристоферу, что она сотрудничает с ФБР; он бурно реагирует, почти задушив её до смерти, но затем начинает плакать. После того, как он успокаивается, они разговаривают и он, кажется, согласен с её предположениями уехать. Он говорит ей, что любит её и уходит за сигаретами; однако, находясь на заправочной станции, заправляя свой Hummer H2, он задумывается, когда он наблюдает за бедняком с его семьёй, садящейся в переполненный, битый Chevrolet Citation и уезжают. Адриана позже получает звонок от Тони, который говорит, что Кристофер пытался покончить с собой, и что Сильвио едет, чтобы забрать её и отвезти в больницу. Адриана просыпается ото сна, в котором она покидала Джерси на своей машине со своими собранными вещами; вместо этого, он сейчас в машине Сильвио, и она начинает плакать. Заметив её печаль, Сильвио успокаивает её и говорит ей, что с Кристофером всё в порядке, и что всё будет хорошо. Тогда становится очевидным, что история о Кристофере, пытавшемся покончить с собой, была ложью, когда Сильвио заезжает глубоко в лес и сворачивает на грунтовую дорогу. Она изо всех сил пытается сбежать из машины, но Сильвио хватает её и бросает на землю. Когда Адриана пытается отчаянно уползти в лес, Сильвио вытаскивает пистолет и стреляет в неё дважды.
Вскоре после этого, Кристофер заканчивает паковать одежду и личные вещи Адрианы в чемодан (что она почти сама завершила), выбрасывает его в промышленную болотистую местность в Ньюарке, затем отвозит её Ford Thunderbird в Международный аэропорт Ньюарк Либерти, где он оставляет его в зоне «стоянки длительного хранения», и уходит.
После того, как до Нью-Джерси доходит слово о том, что Джонни Сэк стал непререкаемым преемником Кармайна Лупертацци, Тони встречается с новым Боссом на пустыре у Манхэттенского моста в Бруклине, согласно их обычаю. Тони просит, чтобы ему дали шанс убить своего кузена Тони Б., чтобы он не страдал, но Сэк не принимает его предложения. Он говорит Тони, что Фил Леотардо сделает это «по-своему». Услышав это, Тони отклоняет своё предложение, проклиная Сэка, заявляя, что ничего не произойдёт со своим кузеном, и злобно уходит.
Позже, Тони идёт в Бада Бинг и обнаруживает Кристофера, смотрящего фильм «Три амиго» в подсобном помещении. Он быстро понимает, что Кристофер под кайфом. Кристофер признаётся, что фыркнул немного героина, потому что он не может смириться с болью от потери Адрианы, говоря Тони, что он любил её. Тони теряет самообладание и жестоко избивает Кристофера.
Агент Сансеверино встречается с шефом Кубитосо и агентом Харрисом, чтобы обсудить исчезновение Адрианы. Она говорит своему боссу, что ей кажется, что Адриана могла скрыться, но шеф Кубитосо гораздо меньше уверен насчёт таких перспектив. Сансеверино осознаёт тщетность своего заявления и выходит из офиса. После её ухода, Кубитосо и Харрис обречённо пытаются спасти хоть что-то из обломков этой операции. Агент Харрис спрашивает Кубитосо насчёт дела об убийстве Нивеса; Кубитосо говорит ему, что так как Матуш посылает деньги домой в Пакистан, они должны использовать это как вариант для запугивания и передать дело полиции Long Branch.
Тони и Кармела обследуют земельный участок, на котором Кармела планирует построить «спец дом», который по совпадению похож на участок, где была убита Адриана. Тони, задумавшись, садится на пень, а Кармела стоит рядом с ним.

## Умерли
- Гилберт Нивес: забит ножом насмерть Матушем Джомана.
- Адриана Ля Сёрва: застрелена Сильвио Данте, так как была информатором ФБР.

Вдобавок, убийство Билли Леотардо от рук Тони Бландетто, ранее упомянутое только, показано в воспоминаниях Фила Леотардо.

## Название
- Кристофер паркует машину Адрианы в секции «Стоянка длительного хранения» в аэропорту.

## Производство
- Многие фанаты размышляли, что Адриана выжила, потому что её смерть не была показана на экране. Однако, Дреа де Маттео подтвердила в своём комментарии на DVD в 2005 году, что Адриана действительно была убита. Де Маттео цитирует Ван Зандта: «Они [фанаты] думают, что я стрелял по белкам?» Позже в комментарии на DVD, де Маттео говорит о сильной реакции фанатов на смерть Адрианы.
- В 2014 году, во время сеанса «Спроси меня о чём угодно» на Reddit, де Маттео заявила: «Все мы уже знали, что мой персонаж умирал — [Стивен] Ван Зандт на самом деле разозлился из-за этого, он не хотел этого делать, он просто не хотел этого делать. И мне пришлось поговорить с ним о том, как удивительно это должно было быть и как важно это было, он не хотел вытаскивать меня из машины, он не хотел называть меня словом на букву п, он не хотел стрелять мне в голову, но Дэвид [Чейз] сделал определённый момент, чтобы не показывать, как мой персонаж получает пулю в голову. Я не уверена, было ли это по кульминационным причинам, но он сказал, что это было из уважения к персонажу.»[2]
- Стивен Ван Зандт и Дреа де Маттео попросили Дэвида Чейза вырезать сцену, где Кристофер говорит Тони о Адриане, чтобы держать её смерть от рук Сильвио в качестве сюрприза. Сцена признания Кристофера в доме Тони присутствует в 9 эпизоде 6 сезона («Карусель»).[3]